# Nuda
Nuda is een klasse van ctenophores of ribkwallen. De klasse bestaat uit een enkele orde, Beroida, die op zijn beurt weer bestaat uit een enkele familie, Beroidae, met twee geslachten, Beroe en Neis, en de groep wordt in het algemeen eerder aangeduid als de "beroiden". Ze onderscheiden zich van andere ribkwallen door de volledige afwezigheid van tentakels, zowel tijdens het jonge als volwassen stadium. Beroe is te vinden in de zeeën en oceanen overal ter wereld, de monotypische Neis komt alleen voor in de zeeën van Australië.

## Anatomie
Sommige leden van het erg diverse geslacht Beroe kunnen een lengte van wel 30 centimeter bereiken, de meeste soorten en individuen zijn echter kleiner dan 10 cm; Neis cordigera is een van de grootste soorten in de klasse. Het zakachtige lichaam van de Beroe-soorten heeft een cilindrische doorsnede, terwijl Neis enigszins is afgeplat en wordt gekenmerkt door twee dalende geleiachtige "vleugels".
Evenals andere ribkwallen bestaat de lichaamswand uit een buitenste en een binnenste epidermis gastrodermis, gescheiden door een geleiachtige mesoglea. De mesoglea heeft pigmenten die veel nudasoorten een lichtroze kleur geeft; Neis cordigera kan geel zijn of soms zelfs diep oranjerood.

### Mondopening en spieren
De nuda hebben een zeer grote mond, waardoor ze hun prooi geheel kunnen doorslikken. Tijdens het zwemmen, en in het bijzonder bij het achtervolgen van een prooi, is het mogelijk dat de mond sluit als een soort ritssluiting, zodat de nuda een gestroomlijnd profiel behoudt. De nuda "ritst" zijn mond dicht door de vorming van tijdelijke intercellulaire verbindingen. 
Nuda bestaan slechts uit glad spierweefsel.

### Macrocilia
In de mondopening bevinden zich het slijmvlies en de van de kloven voorziene karakteristieke vingerachtige uitspattingen, macrocilia. Het zijn kegelvormige structuren met gemeenschappelijke plasmamembranen omgeven bundels van twee tot drie plagen (cilia). De macrocilia wijzen altijd in de richting van het inwendige van de keel. Dit is een zeer effectieve val, die de prooi vervoert naar de maag als een soort transportband, de keelspieren bevorderen dit proces.
Macrocilia functioneren tevens als tanden, en kunnen worden gebruikt op dezelfde wijze als de tentakels van de Tentaculata.

## Voedsel
Nuda voeden zich met vrij zwemmende dieren met zachte lichamen, vooral van andere ctenophores. Ze jagen actief op een prooi, die ze meestal geheel verslinden. Sommige soorten gebruiken hun macrocilia als tanden om kleinere brokken te nemen van de prooi.

## Voortplanting
Alle soorten planten zich seksueel voort, ze hebben zowel vrouwelijke als mannelijke gonaden. Hoewel er geen gedetailleerde cijfers beschikbaar zijn, wordt aangenomen dat zelfbevruchting een uitzondering is.
De bevruchte eitjes komen als miniatuur versies van het volwassen dier ter wereld.

## Als invasieve soorten
In de late jaren 1980 werd de soort Mnemiopsis leidyi geïntroduceerd in de Zwarte Zee, waarschijnlijk via ballastwater. Dit leidde tot de ineenstorting van de lokale ansjovis populatie. In 1997 werd nog een andere nudasoort waargenomen: Beroe ovata, een roofdier dat op Mnemiopsis leidyi joeg. De Beroe-populatie onderging een eerste enorme toename, tot de aantallen van beide soorten gestabiliseerd waren. Niettemin leven zowel Mnemiopsis leidyi als Beroe ovata vandaag in de Zwarte Zee. Hetzelfde fenomeen doet zich voor in het begin van de 21e eeuw in de Kaspische Zee.

## Geschiedenis van de klasse
Er zijn geen bekende fossiele nuda, zodat de fylogenetische evolutie van de groep uit de vergelijking met andere moderne vertegenwoordigers van ribkwallen niet te bepalen is. In het traditionele systeem vormen de nuda een klasse verschillend van de Tentaculata, die alle ten minste rudimentaire tentakels hebben. Deze divisie is, na de voorlopige resultaten van de morfologische en moleculaire studies, onderwerp van discussie maar is waarschijnlijk niet een weergave van de werkelijke verhoudingen binnen de ctenophores.
Hoewel de regeling nog steeds gangbaar is en men niet beschikt over een onafhankelijke beoordeling van het beschikbare bewijs, denkt men dat de nuda een familie is uit de orde Cydippida. De monofylie van nuda zelf wordt echter algemeen aanvaard, als gevolg van het volledig ontbreken van tentakels, en de aanwezigheid van macrocilia als een gemeenschappelijke secundaire functie.